# Spoorlijn Radolfzell - Lindau
De spoorlijn Radolfzell – Lindau ook wel (Duits: Bodenseegürtelbahn) genoemd is een Duitse spoorlijn als spoorlijn 4330 Radolfzell – Stahringen, 4331 Stahringen – Friedrichshafen en 4530 Friedrichshafen – Lindau onder beheer van DB Netze tussen de steden Radolfzell en Lindau in Zuid-Duitsland. Het traject loopt vrij dicht langs de oevers van het Bodenmeer.

## Geschiedenis
Het traject werd in fases aangelegd door de:
- Großherzoglich Badische Staatseisenbahnen
- Königlich Württembergische Staats-Eisenbahnen
- Königlich Bayerische Staatsbahn

Het traject werd in fases geopend:
- 20 juli 1867: Radolfzell – Stahringen
- 18 augustus 1895: Stahringen – Überlingen
- 2 oktober 1901: Überlingen – Friedrichshafen
- 1 oktober 1899: Friedrichshafen – Lindau

## Treindiensten

### DB
De Deutsche Bahn verzorgt het personenvervoer op dit traject met RE- en RB-treinen.

#### InterRegio
In de jaren 1990 werd de InterRegiotreindienst tussen Karlsruhe en Lindau op dit traject ingevoerd. In 2001 werd deze treindienst ingekort tot Karlsruhe – Ulm.

#### InterCity
In 2002 werd de InterRegiotrein vervangen door een InterCitytrein tussen Münster (Westfalen) / Dortmund – Lindau – Innsbruck.

#### InterRegio-Express
De Deutsche Bahn AG berijdt ieder uur dit traject met een IRE-sneltrein tussen Stuttgart en Lindau. Deze treinen bestaan uit een duw-/trektrein met locomotief en dubbeldekswagons. In Ulm wordt de elektrische locomotief Baureihe 146.2 gewisseld voor een diesellocomotief Baureihe 218.
De Deutsche Bahn AG berijdt ieder twee uur dit traject met een IRE-sneltrein tussen Ulm en Bazel. Deze treinen bestaan uit een of meer treinstellen van het type Baureihe 611.

#### Regionaal personenvervoer
Op het traject tussen Radolfzell en Friedrichshafen rijden sinds 2003 dagelijks de stoptreinen in een uurdienst als Seehänsele met treinstellen van het type Stadler Regio-Shuttle RS1.
Op het traject tussen Friedrichshafen en Lindau rijden dagelijks de stoptreinen om de 40 tot 80 minuten.

## Aansluitingen
In de volgende plaatsen was of is er een aansluiting van de volgende spoorwegmaatschappijen:

### Radolfzell
- Seehäsle spoorlijn tussen Radolfzell en Stockach (–Mengen)
- Hochrheinbahn spoorlijn tussen Basel Bad.Bf en Konstanz
- Schwarzwaldbahn spoorlijn tussen Offenburg en Singen (Hohentwiel)

### Friederichshafen
- Südbahn spoorlijn tussen Ulm en Friedrichshafen Haven
- Er was een spoorpont op het traject tussen Romanshorn en Friedrichshafen van 1869 tot 1976; de spoorwegveerdienst werd gestaakt tijdens de beide wereldoorlogen.[1],[2],[3]

### Lindau
- Vorarlbergbahn spoorlijn tussen Lindau en Bludenz
- Allgäubahn spoorlijn tussen (München –) Buchloe en Lindau
- Er was een spoorpont op het traject tussen Romanshorn en Lindau van 1869 tot 1939; de spoorwegveerdienst werd gestaakt tijdens de Eerste Wereldoorlog.

## Elektrische tractie
Het traject van de Hochrheinbahn en de Vorarlbergbahn werden geëlektrificeerd met een spanning van 15.000 volt 16 2/3 Hz wisselstroom.

## Afbeeldingen

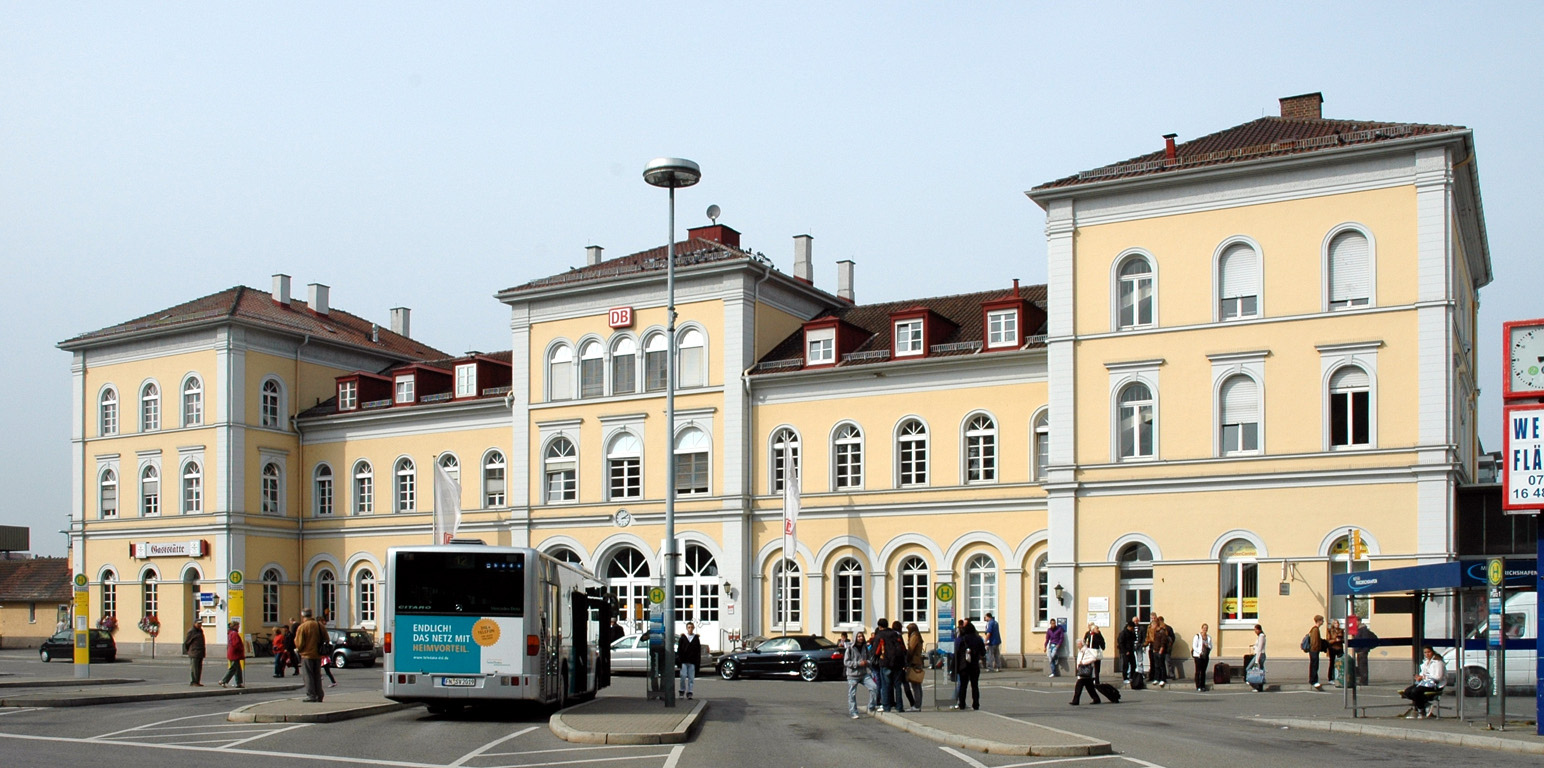
Station Friedrichshafen Stadt
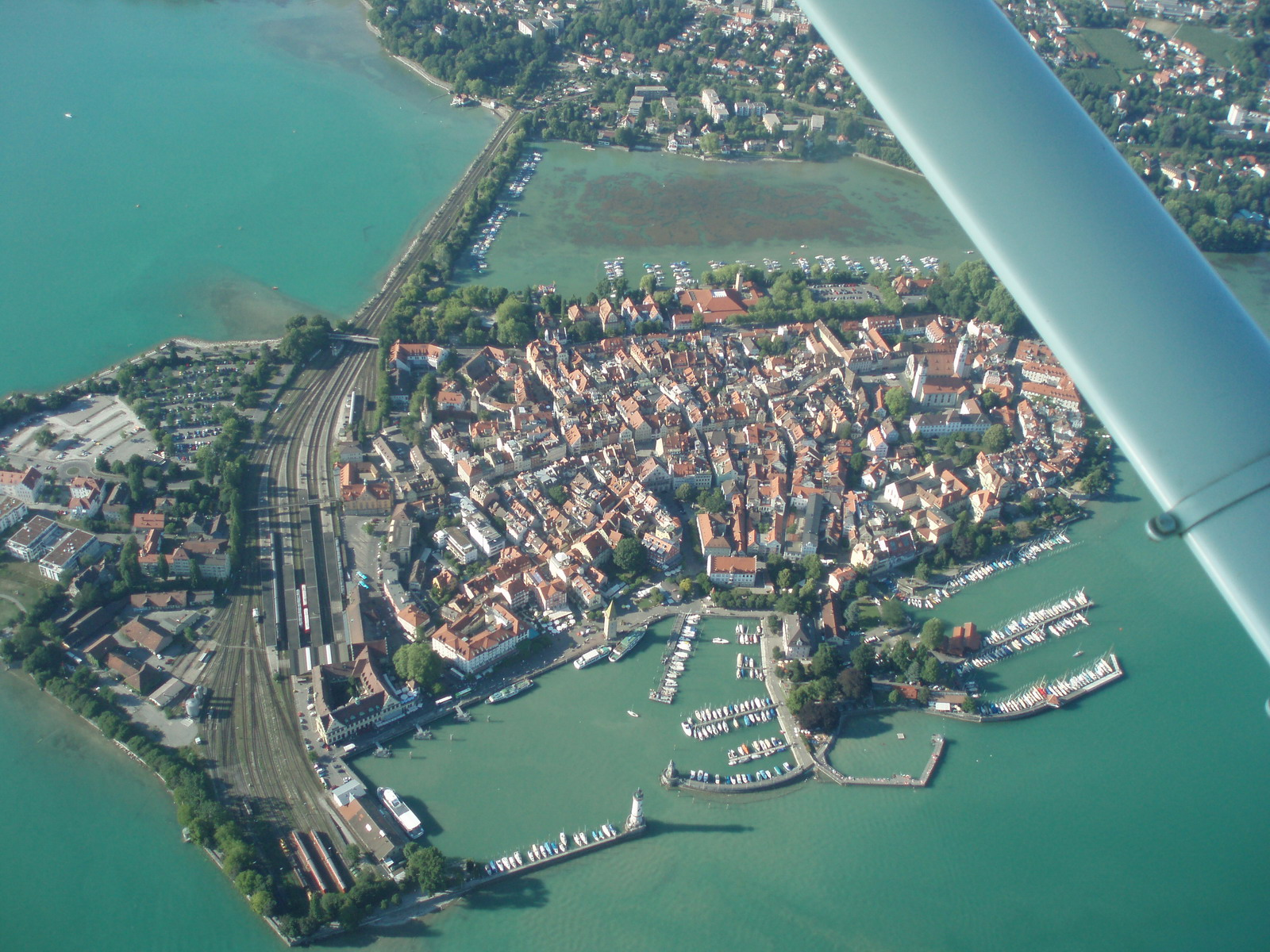
Gezicht op Lindau met linksonder station